# دیلشتدت
دیلشتدت (به آلمانی: Dillstädt) یک شهر در آلمان است که در اشمالکالدن-ماینینگن واقع شده‌است. دیلشتدت ۸۶۳ نفر جمعیت دارد.